# M. M. Jacob
Mundakkal Mathew Jacó (popularmente conhecido como M. M. Jacó; Querala, 9 de agosto de 1927 - 8 de julho de 2018) foi um político indiano. 

## Biografia
Ele nasceu em 9 de agosto de 1927 no Ramapuram, depois morou em distrito de Kottayam, Travancore para Ulahanan Mathew e Rosamma Mundakkal. casou se com Achamma Kunnuthara de Tiruvalla, Kerala (já falecida) e tem quatro filhas. Ele foi nomeado Governador de Meghalaya, em 1995 e novamente em 2000 para um segundo mandato. Ele também descarregada a função de Governador de Arunachal Pradesh bem por algum tempo, em 1996.
Ele faleceu em 8 de julho de 2018, com a idade de 90.